# زندگی شگفت‌انگیز (فیلم ۱۹۶۴)
زندگی شگفت‌انگیز (به انگلیسی: Wonderful Life) یک فیلم سینمایی بریتانیایی محصول سال ۱۹۶۴ به کارگردانی سیدنی جی. فیوری است.

## بازیگران
- کلیف ریچارد در نقش جانی
- والتر اسلزاک در نقش لوید دیویس
- سوزان همپشایر در نقش جنی تیلور
- هنک ماروین در نقش هنک (شدووز)
- بروس ولش در نقش بروس
- برایان بنت در نقش برایان
- جان روستیل در نقش جان
- ملوین هیز در نقش جری
- ریچارد اوسالیوان نقش ادوارد
- اونا استابز نقش باربارا
- درک باند در نقش داگلاس لزلی
- جرالد هارپر در نقش شیخ / اسکاتلندی / هارولد
- جوزف کوبی در نقش میگل